# Ashkala
Ashkala (en georgiano: აშკალა; en armenio: Աշխալա) es un pueblo de Georgia ubicado en el noroeste de la región de Baja Iberia, siendo parte del municipio de Tsalka. 

## Geografía
Ashkala está en la cordillera de Trialeti, a 32 km al noreste de Tsalka.

## Historia
Después de la guerra ruso-turca (1828-1829), los armenios de Erzurum se establecieron aquí, principalmente desde la ciudad de Aşkale. 
En la Enciclopedia soviética georgiana se menciona con el nombre de Zemo Ashkali. 
Tras la caída de la URSS, ha habido una importante migración a Rusia. Ashkala fue el primer pueblo en el municipio de Tsalka en términos de número de armenios en 2002.

## Demografía
La evolución demográfica de Ashkali entre 2002 y 2014 fue la siguiente:
| 2050                                            | 960 |
| (Fuente: Population of Georgia in Soviet times) |     |

Según el censo de 2014, la composición étnica se compone principalmente de armenios (99%).

## Economía
Los residentes se dedican al cultivo de cereales, hortalizas, cría de animales y avicultura.